# Нгонда Бенги, Лукас
Лукас Нгонда Бенги (порт. Lucas Ngonda Benghy; 1940, Санза-Помбо), чаще Лукас Нгонда — ангольский политик, видный деятель ФНЛА. Руководитель антиколониального подполья в Луанде в годы войны за независимость. Активный участник гражданской войны против МПЛА. Многолетний соратник, впоследствии политический конкурент Холдена Роберто. В 2011—2021 — президент ФНЛА, депутат парламента Анголы.

## В антиколониальной борьбе
Родился в крестьянской семье. Этнический баконго. Его отец был активистом УПА, руководителем местной организации в своей деревне, приверженцем Холдена Роберто.
В 1957 году Лукас Нгонда перебрался в Луанду. Работал коммерческим представителем фармацевтической фирмы. Приобрёл специальность бухгалтера. Служил в финансовых и хозяйственных структурах португальской колониальной администрации.
С 1967 года Лукас Нгонда руководил подпольной организацией ФНЛА в Луанде. Являлся доверенным лицом Холдена Роберто, координировал военно-политическую структуру ФНЛА. Занимал видные посты в командовании вооружёнными силами ФНЛА — Армией национального освобождения Анголы (ЭЛНА). Участвовал в подготовке террористических актов против колониальных властей. Поддерживал постоянную связь со штаб-квартирой Роберто в Киншасе. Нгонда Бенги был наиболее активным и эффективным руководителем боевых групп ФНЛА.
После Португальской революции 25 апреля 1974 Лукас Нгонда Бенги вёл от имени ФНЛА переговоры о деколонизации Анголы. Тесно контактировал с революционным генерал-губернатором Роза Коутинью. В 1974—1975 Нгонда легально возглавлял инфраструктуру ФНЛА в провинции Уиже — ключевом для ФНЛА регионе, где Роберто располагал наибольшим влиянием, политическим центром и основными военными базами. Наряду с Нголой Кабангу, Лукас Нгонда являлся ближайшим соратником Холдена Роберто.

## В гражданской войне

### «Чтец и комиссар»
Летом-осенью 1975 марксистское движение МПЛА установило военно-политический контроль над Луандой. Отряды ФНЛА/ЭЛНА отступили из столицы, создав в Уиже был создан плацдарм для контрнаступления. 10 ноября 1975 войска Холдена Роберто потерпели стратегическое поражение в битве при Кифангондо. На следующий день независимость Анголы была провозглашена под властью МПЛА. Тогда же, 11 ноября 1975, Лукас Нгонда Бенги выступил с декларацией независимости в контролируемом ФНЛА городе Кармона (ныне — Уиже). С тех пор Нгонда получил прозвище Declamador de Carmona — «Чтец из Кармоны».
В январе-феврале 1976 отряды ФНЛА — боевики-баконго, заирские военнослужащие, западные наёмники — были разгромлены войсками МПЛА и кубинским экспедиционным корпусом. Нгонда Бенги вместе с Роберто отступил в Заир. На съезде ФНЛА в Киншасе Лукас Нгонда был утверждён генеральным политкомиссаром партийных вооружённых сил. Он многое сделал для сохранения партизанских групп ФНЛА в Уиже. В марте 1978 Нгонда сопровождал Роберто в тайной поездке на партизанские базы. Заразившись лёгочной инфекцией, Нгонда Бенгу в конце 1978 отбыл на лечение в Португалию.

### Главный советник
В 1979 заирский президент Мобуту нормализовал отношения с ангольским режимом МПЛА. Деятельность ФНЛА на заирской территории была прекращена, возможности для ведения партизанской войны исчезли. (Вооружённую борьбу против МПЛА продолжал Жонас Савимби во главе УНИТА.)
Холден Роберто с ближайшим окружением вылетел из Киншасы в Париж. К тому времени там находился прошедший курс лечения Лукас Нгонда Бенги. Он несколько лет был главным советником Роберто, сопровождал его в поездках по Европе, представлял ФНЛА в международных организациях, возглавлял партийный информационный центр и пропагандистский аппарат.
Лукас Нгонда получил степень доктора социологии в Парижском университете.

## Возвращение в Анголу
В 1991 году режим МПЛА провёл политические реформы, включая переход к многопартийной системе. Деятельность ФНЛА была легализована. Холден Роберто и его соратники, в том числе Лукас Нгонда и Нгола Кабангу, возвратились в Анголу. В 1992 ФНЛА участвовал в парламентских выборах, Роберто выдвигал свою кандидатуру на президентский пост. По итогам выборов было объявлено о победе МПЛА и президента душ Сантуша. Отказ Савимби признать результаты привёл к резне Хэллоуин. Основной удар был нанесён по УНИТА, однако погибли и многие активисты ФНЛА.
УНИТА возобновили партизанскую войну. В отличие от Савимби, руководство ФНЛА признало правящий режим и интегрировалось в политическую систему в качестве легальной правоконсервативной оппозиции. Лукас Нгонда Бенги получил при этом профессорскую должность в Университете Нето, заведует на факультете экономики кафедрой социальных наук.
В то же время Лукас Нгонда Бенги в начале 1990-х позиционировался как наиболее верный ученик Роберто, хранитель традиции «старого ФНЛА». Однако уже тогда отмечалось, что вокруг Нгонды группировались активисты ФНЛА, подвергавшиеся дискриминации со стороны клана земляков Холдена Роберто.

## Разрыв с вождём
Со второй половины 1990-х Лукас Нгонда Бенги стал всё откровеннее выдвигать претензии на высшее руководство ФНЛА. Возник и постепенно обострился конфликт Нгонды Бенги с Холденом Роберто. Съезд ФНЛА 1999 года, избравший Лукаса Нгонду президентом партии, а Роберто — почётным председателем, проходил под контролем правительственных спецслужб и полиции.
Нгонда установил конфиденциальные связи в верхушке МПЛА, заручился финансовой и политической поддержкой режима. Это вызвало недовольство Роберто и откровенную враждебность Кабангу. В ответ Нгонда Бенги выступил с открытыми нападками на исторического лидера ФНЛА (назвав его, в частности, «беззубым львом» — Um leão sem dentes). Осенью 2005 года, по информации оппозиционного издания Semanário Angolense, Нгонда Бенгу получил от правительства МПЛА 12 миллионов долларов на политическую борьбу с Роберто.
Роберто организовал очередной партийный съезд, на котором отстранил Нгонду от вице-председательства и определил своим преемником Нголу Кабангу.
Холден Роберто скончался 2 августа 2007 года. Его сторонники возложили на Лукаса Нгонду моральную ответственность за смерть лидера. Нгонда Бенги, будучи давним и близким соратником Роберто, не смог присутствовать на его похоронах, опасаясь за свою безопасность. Жители Мбанза-Конго, земляки и приверженцы покойного, угрожали убить «изменника», если он появится на траурной церемонии.

## Оппозиционер при правительстве
После смерти Роберто ФНЛА де-факто раскололся на группу Кабангу и группу Нгонды Бенги. Кабангу продолжал политику Роберто: оппозиционная риторика при лояльности в политической практике. Нгонда Бенги открыто поддерживал правительство МПЛА и президента душ Сантуша. При этом шла судебная тяжба, поскольку Нгонда Бенги и его сторонники оспаривали легитимность Кабангу как президента ФНЛА.
В 2010 году группа Нгонды Бенги провела внеочередной съезд, избрав своего лидера президентом ФНЛА. Группа Кабангу не признала этого решения, однако в 2011 году Конституционный суд Анголы утвердил легитимность Нгонды Бенгу как партийного руководителя. Предполагается, что ключевую роль в этом сыграл генеральный секретарь МПЛА Дину Матрос, контролирующий политические процессы в Анголе, в том числе деятельность лояльной оппозиции. Лукас Нгонда и Нгола Кабангу поменялись местами — теперь легитимность первого оспаривает второй. Конфликт сопровождается обвинениями в коррупции. Так или иначе, старейшая политическая партия Анголы, сыгравшая большую роль в достижении независимости, оказалась сильно дезорганизована и деморализована.
На выборах 2012 Нгонда Бенги был избран депутатом парламента Анголы — одним из двух членов фракции ФНЛА. Нгола Кабангу при этом лишился парламентского мандата. Нгонда сохранил депутатство по результатам выборов 2017, когда ФНЛА получил в парламенте только 1 место.
В качестве главы ФНЛА Лукас Нгонда встретился 2 марта 2018 с новым президентом Анголы Жуаном Лоренсу. Обсужадлся вопрос о пенсионном обеспечении бывших бойцов ЭЛНА. Нгонда назвал количество ветеранов ЭЛНА, нуждающихся в пенсиях: 27180 человек. Он отметил, что «прежнее политическое руководство ФНЛА» (здесь сделан намёк на Роберто и Кабангу) не обеспечили им статуса, каким обладают ветераны вооружённых сил МПЛА и УНИТА — и эта недопустимая ситуация должна быть изменена. Президент Лоренсу выразил понимание.
На V съезде ФНЛА в сентябре 2021 Лукас Нгонда Бенги вновь баллотировался в президенты ФНЛА. Однако при голосовании он занял второе место, уступив всего семь голосов профессору Ними Йя Симби. Нгонда Бенги, как и Нгола Кабангу, признал решение съезда и выразил поддержку новому лидеру.

## Семейно-бытовой скандал
В январе 2013 Лукас Нгонда Бенги оказался фигурантом скандальной хроники. Его жена Амелия Фатима Кардозу обвинила супруга в наличии любовницы и семейном насилии. По её словам, Нгонда Бенгу много лет использовал жену в качестве создательницы домашнего комфорта, но потерял к ней интерес, получив крупные денежные средства и недвижимость от правительства МПЛА.